# Мастика
Мастиката е високоалкохолна анасонова спиртна напитка. Консумира се силно охладена. Съгласно българската нормативна база мастиката е „спиртна напитка с минимално алкохолно съдържание 47 об. %, която е получена чрез ароматизиране на етилов алкохол от земеделски произход с анетол, изолиран чрез ректификация на етерични масла от звездовиден анасон (Illicium verum), зелен анасон (Pimpinella anissum), резене (Foeniculum vulgare) или от друго растение, което съдържа същия основен ароматен компонент в количество не по-малко от 2,5 g/l, захар не по-малко от 40 g/l, с добавяне или без добавяне на дъвково масло и/или ароматен дестилат и има специфични органолептични характеристики.“
При добавяне на вода към мастиката цветът ѝ се променя в матовобял, защото разтворимостта на анетола намалява. По същата причина при силно охлаждане анетолът кристализира. Популярен е коктейлът от мастика и мента, познат като „облак“ (към това съчетание е възможно да се добави и течна сметана).
Други напитки с вкус на анасон (анетол) са гръцкото „узо“, френските „перно“, „рикар“, „пастис“, испанското „анисадо“, италианската „самбука“, турската „йени ракъ“ (съответстваща по-скоро на българската анасонлийка).
Много хора мислят, че напитките с анасон са на практика еднакви. Истината е, че те са много подобни, но съществуват минимални технологични различия в малки примеси, които създават минимални разлики между различните видове питиета.
Въпреки приликите си, мастиката не трябва да се бърка с традиционната за България анасонова ракия (анасонлийка), която е класически дестилат на ракия (вид ракия, каквито са различните плодови ракии като сливова, крушева, гюлова (от трендафил)), но включващи анасон.